# سکیدزیل
سکیدزیل (به لاتین: Skidzyelʹ) یک منطقهٔ مسکونی در بلاروس است که در منطقه گرودنو واقع شده‌است. سکیدزیل ۱۰٬۸۶۹ نفر جمعیت دارد.